# جیمز ترافورد
جیمز ترافورد (انگلیسی: James Trafford؛ زادهٔ ۱۰ اکتبر ۲۰۰۲) بازیکن فوتبال اهل انگلستان است که در پست دروازه‌بان برای باشگاه فوتبال منچستر سیتی در لیگ برتر فوتبال انگلستان و تیم ملی انگلیس بازی می‌کند.

## دوران باشگاهی
ترافورد کار خود را با کوکرموث و کارلایل یونایتد آغاز کرد و در اوت ۲۰۱۵ در سن ۱۲ سالگی با منچسترسیتی قرارداد امضا کرد. او در ژوئیه ۲۰۲۱ به صورت قرضی به آکرینگتون استنلی نقل مکان کرد.
او در ۱۳ ژانویه ۲۰۲۲ تا پایان فصل ۲۰۲۱–۲۰۲۲ به صورت قرضی برای بولتون واندررز قرارداد امضا کرد. او در چهار بازی اول خود چهار کلین شیت داشت و این اولین باری بود که یک دروازه‌بان جدید بولتون در کل تاریخ این کار را انجام می داد. در ۱۵ ژوئن ۲۰۲۲، ترافورد به صورت قرضی برای یک فصل دیگر در بولتون ماندگار شد.

## دوران ملی
وی همچنین در تیم‌های ملی فوتبال زیر ۱۷ سال انگلستان، زیر ۱۸ سال انگلستان، زیر ۱۹ سال انگلستان، زیر ۲۰ سال انگلستان، و زیر ۲۱ سال انگلستان بازی کرده‌است.